# 沙斯莱
沙斯莱（法語：Chasselay，法語發音：[ʃaslɛ] ⓘ）是法国罗讷省的一个市镇，属于索恩河畔自由城区。

## 地理
沙斯莱（45°52'28"N, 4°46'21"E）面积12.78 平方千米，位于法国奥弗涅-罗讷-阿尔卑斯大区罗讷省，该省份为法国中东部省份，北起顺时针与索恩-卢瓦尔省、安省、里昂大都会、伊泽尔省和卢瓦尔省接壤。
与沙斯莱接壤的市镇（或旧市镇、城区）包括：波莱米约欧蒙多尔、坎雪、圣日耳曼欧蒙多尔、莱谢尔、利莫内、利雪。
沙斯莱的时区为UTC+01:00、UTC+02:00（夏令时）。

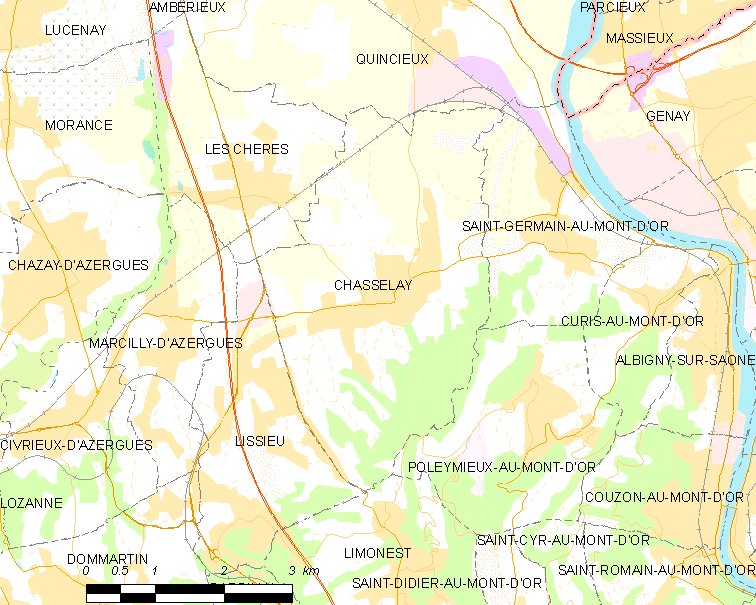
沙斯莱的OSM定位图

## 行政
沙斯莱的邮政编码为69380，INSEE市镇编码为69049。

## 政治
沙斯莱所属的省级选区为昂斯县。

## 人口

1962-2008年间沙斯莱人口变化图示

沙斯莱于2022年1月1日时的人口数量为2901人。